# Canadian Open 2016 - Qualificazioni singolare femminile
Le qualificazioni del singolare femminile del Canadian Open 2016 sono state un torneo di tennis preliminare per accedere alla fase finale della manifestazione. Le vincitrici dell'ultimo turno sono entrate di diritto nel tabellone principale. In caso di ritiro di una o più giocatrici aventi diritto a queste sono subentrati le lucky loser, ossia le giocatrici che hanno perso nell'ultimo turno ma che avevano una classifica più alta rispetto alle altre partecipanti che avevano comunque perso nel turno finale.

## Teste di serie
1. Varvara Lepchenko (ultimo turno, Lucky loser)
2. Madison Brengle (entrata nel tabellone principale)
3. Kateryna Bondarenko (qualificata)
4. Zhang Shuai (qualificata)
5. Christina McHale (ultimo turno, Lucky loser)
6. Irina Falconi (ultimo turno, ritirata)
7. Nicole Gibbs (ultimo turno)
8. Zheng Saisai (qualificata)
9. Nao Hibino (qualificata)
10. Mariana Duque Mariño (qualificata)
11. Camila Giorgi (qualificata)
12. Sabine Lisicki (ultimo turno)
13. Naomi Broady (qualificata)

1. Naomi Ōsaka (primo turno)
2. Magda Linette (qualificata)
3. Samantha Crawford (primo turno)
4. Bethanie Mattek-Sands (ultimo turno)
5. Donna Vekić (primo turno)
6. Vania King (qualificata)
7. Kristína Kučová (qualificata)
8. Verónica Cepede Royg (ultimo turno)
9. Océane Dodin (primo turno)
10. Julia Glushko (ultimo turno)
11. Julia Boserup (ultimo turno)
12. Jennifer Brady (qualificata)

## Qualificate
1. Alla Kudrjavceva
2. Jennifer Brady
3. Kateryna Bondarenko
4. Zhang Shuai
5. Kristína Kučová
6. Vania King

1. Naomi Broady
2. Zheng Saisai
3. Nao Hibino
4. Mariana Duque Mariño
5. Camila Giorgi
6. Magda Linette

### Lucky Loser
1. Christina McHale

1. Varvara Lepchenko

## Tabellone

### Legenda
| - Q = Qualificato - WC = Wild card - LL = Lucky loser | - ALT = Alternate - SE = Special Exempt - PR = Protected Ranking | - w/o = Walkover - r = Ritirato - d = Squalificato |

### Sezione 1
|  | Primo turno | Primo turno       | Primo turno       | Primo turno | Primo turno |  |  | Ultimo turno | Ultimo turno      | Ultimo turno      | Ultimo turno | Ultimo turno |  |
|  |             |                   |                   |             |             |  |  |              |                   |                   |              |              |  |
|  | 1           | Varvara Lepchenko | Varvara Lepchenko | 6           | 6           |  |  |              |                   |                   |              |              |  |
|  |             | Andreja Klepač    | Andreja Klepač    | 1           | 1           |  |  | 1            | Varvara Lepchenko | Varvara Lepchenko | 2            | 2            |  |
|  |             | Alla Kudrjavceva  | 3                 | 7           | 6           |  |  |              | Alla Kudrjavceva  | Alla Kudrjavceva  | 6            | 6            |  |
|  | 14          | Naomi Ōsaka       | 6                 | 6           | 4           |  |  |              |                   |                   |              |              |  |

### Sezione 2
|  | Primo turno | Primo turno     | Primo turno     | Primo turno | Primo turno |  |  | Ultimo turno | Ultimo turno   | Ultimo turno   | Ultimo turno | Ultimo turno |  |
|  |             |                 |                 |             |             |  |  |              |                |                |              |              |  |
|  | 25          | Jennifer Brady  | Jennifer Brady  | 6           | 6           |  |  |              |                |                |              |              |  |
|  |             | Ol'ga Savčuk    | Ol'ga Savčuk    | 0           | 4           |  |  | 25           | Jennifer Brady | Jennifer Brady | 6            | 6            |  |
|  | WC          | Petra Januskova | Petra Januskova | 2           | 4           |  |  | 24           | Julia Boserup  | Julia Boserup  | 3            | 4            |  |
|  | 24          | Julia Boserup   | Julia Boserup   | 6           | 6           |  |  |              |                |                |              |              |  |

### Sezione 3
|  | Primo turno | Primo turno         | Primo turno         | Primo turno | Primo turno |  |  | Ultimo turno | Ultimo turno        | Ultimo turno        | Ultimo turno | Ultimo turno |  |
|  |             |                     |                     |             |             |  |  |              |                     |                     |              |              |  |
|  | 3           | Kateryna Bondarenko | Kateryna Bondarenko | 6           | 6           |  |  |              |                     |                     |              |              |  |
|  |             | Xu Yifan            | Xu Yifan            | 0           | 1           |  |  | 3            | Kateryna Bondarenko | Kateryna Bondarenko | 6            | 6            |  |
|  | WC          | Bianca Andreescu    | Bianca Andreescu    | 7           | 7           |  |  | WC           | Bianca Andreescu    | Bianca Andreescu    | 2            | 1            |  |
|  | 16          | Samantha Crawford   | Samantha Crawford   | 63          | 5           |  |  |              |                     |                     |              |              |  |

### Sezione 4
|  | Primo turno | Primo turno                  | Primo turno                  | Primo turno | Primo turno |  |  | Ultimo turno | Ultimo turno         | Ultimo turno         | Ultimo turno | Ultimo turno |  |
|  |             |                              |                              |             |             |  |  |              |                      |                      |              |              |  |
|  | 4           | Zhang Shuai                  | Zhang Shuai                  | 6           | 6           |  |  |              |                      |                      |              |              |  |
|  | WC          | Charlotte Robillard-Millette | Charlotte Robillard-Millette | 4           | 3           |  |  | 4            | Zhang Shuai          | Zhang Shuai          | 6            | 7            |  |
|  | WC          | Catherine Leduc              | Catherine Leduc              | 0           | 1           |  |  | 21           | Verónica Cepede Royg | Verónica Cepede Royg | 0            | 65           |  |
|  | 21          | Verónica Cepede Royg         | Verónica Cepede Royg         | 6           | 6           |  |  |              |                      |                      |              |              |  |

### Sezione 5
|  | Primo turno | Primo turno      | Primo turno      | Primo turno | Primo turno |  |  | Ultimo turno | Ultimo turno     | Ultimo turno     | Ultimo turno | Ultimo turno |  |
|  |             |                  |                  |             |             |  |  |              |                  |                  |              |              |  |
|  | 5           | Christina McHale | Christina McHale | 6           | 6           |  |  |              |                  |                  |              |              |  |
|  |             | Carol Zhao       | Carol Zhao       | 2           | 3           |  |  | 5            | Christina McHale | Christina McHale | 0            | 4            |  |
|  | WC          | Erin Routliffe   | Erin Routliffe   | 1           | 2           |  |  | 20           | Kristína Kučová  | Kristína Kučová  | 6            | 6            |  |
|  | 20          | Kristína Kučová  | Kristína Kučová  | 6           | 6           |  |  |              |                  |                  |              |              |  |

### Sezione 6
|  | Primo turno | Primo turno     | Primo turno     | Primo turno | Primo turno |  |  | Ultimo turno | Ultimo turno  | Ultimo turno | Ultimo turno | Ultimo turno |  |
|  |             |                 |                 |             |             |  |  |              |               |              |              |              |  |
|  | 6           | Irina Falconi   | Irina Falconi   | 6           | 6           |  |  |              |               |              |              |              |  |
|  | WC          | Tiffany Lagarde | Tiffany Lagarde | 3           | 1           |  |  | 6            | Irina Falconi | 6            | 0            | r            |  |
|  |             | Danielle Lao    | 7               | 1           | 5           |  |  | 19           | Vania King    | 3            | 3            |              |  |
|  | 19          | Vania King      | 5               | 6           | 7           |  |  |              |               |              |              |              |  |

### Sezione 7
|  | Primo turno | Primo turno     | Primo turno     | Primo turno | Primo turno |  |  | Ultimo turno | Ultimo turno | Ultimo turno | Ultimo turno | Ultimo turno |  |
|  |             |                 |                 |             |             |  |  |              |              |              |              |              |  |
|  | 7           | Nicole Gibbs    | Nicole Gibbs    | 6           | 6           |  |  |              |              |              |              |              |  |
|  |             | Sachia Vickery  | Sachia Vickery  | 2           | 4           |  |  | 7            | Nicole Gibbs | 7            | 3            | 3            |  |
|  |             | Lauren Albanese | Lauren Albanese | 67          | 5           |  |  | 13           | Naomi Broady | 64           | 6            | 6            |  |
|  | 13          | Naomi Broady    | Naomi Broady    | 7           | 7           |  |  |              |              |              |              |              |  |

### Sezione 8
|  | Primo turno | Primo turno      | Primo turno      | Primo turno | Primo turno |  |  | Ultimo turno | Ultimo turno  | Ultimo turno  | Ultimo turno | Ultimo turno |  |
|  |             |                  |                  |             |             |  |  |              |               |               |              |              |  |
|  | 8           | Zheng Saisai     | Zheng Saisai     | 6           | 6           |  |  |              |               |               |              |              |  |
|  | WC          | Isabelle Boulais | Isabelle Boulais | 3           | 1           |  |  | 8            | Zheng Saisai  | Zheng Saisai  | 6            | 6            |  |
|  |             | Asia Muhammad    | Asia Muhammad    | 6           | 6           |  |  |              | Asia Muhammad | Asia Muhammad | 2            | 3            |  |
|  | 18          | Donna Vekić      | Donna Vekić      | 4           | 2           |  |  |              |               |               |              |              |  |

### Sezione 9
|  | Primo turno | Primo turno    | Primo turno    | Primo turno | Primo turno |  |  | Ultimo turno | Ultimo turno  | Ultimo turno  | Ultimo turno | Ultimo turno |  |
|  |             |                |                |             |             |  |  |              |               |               |              |              |  |
|  | 9           | Nao Hibino     | Nao Hibino     | 6           | 6           |  |  |              |               |               |              |              |  |
|  |             | Eri Hozumi     | Eri Hozumi     | 3           | 3           |  |  | 9            | Nao Hibino    | Nao Hibino    | 6            | 6            |  |
|  | WC          | Maria Patrascu | Maria Patrascu | 2           | 0           |  |  | 23           | Julia Glushko | Julia Glushko | 3            | 3            |  |
|  | 23          | Julia Glushko  | Julia Glushko  | 6           | 6           |  |  |              |               |               |              |              |  |

### Sezione 10
|  | Primo turno | Primo turno           | Primo turno           | Primo turno | Primo turno |  |  | Ultimo turno | Ultimo turno         | Ultimo turno | Ultimo turno | Ultimo turno |  |
|  |             |                       |                       |             |             |  |  |              |                      |              |              |              |  |
|  | 10          | Mariana Duque Mariño  | Mariana Duque Mariño  | 6           | 6           |  |  |              |                      |              |              |              |  |
|  | WC          | Marie-Alexandre Leduc | Marie-Alexandre Leduc | 2           | 2           |  |  | 10           | Mariana Duque Mariño | 4            | 7            | 6            |  |
|  |             | Ol'ga Govorcova       | 7                     | 64          | 6           |  |  |              | Ol'ga Govorcova      | 6            | 62           | 1            |  |
|  | 22          | Océane Dodin          | 5                     | 7           | 4           |  |  |              |                      |              |              |              |  |

### Sezione 11
|  | Primo turno | Primo turno           | Primo turno        | Primo turno | Primo turno |  |  | Ultimo turno | Ultimo turno          | Ultimo turno          | Ultimo turno | Ultimo turno |  |
|  |             |                       |                    |             |             |  |  |              |                       |                       |              |              |  |
|  | 11          | Camila Giorgi         | Camila Giorgi      | 6           | 6           |  |  |              |                       |                       |              |              |  |
|  | WC          | Gabriela Dabrowski    | Gabriela Dabrowski | 3           | 1           |  |  | 11           | Camila Giorgi         | Camila Giorgi         | 6            | 6            |  |
|  |             | Tara Moore            | 6                  | 3           | 64          |  |  | 17           | Bethanie Mattek-Sands | Bethanie Mattek-Sands | 3            | 1            |  |
|  | 17          | Bethanie Mattek-Sands | 4                  | 6           | 7           |  |  |              |                       |                       |              |              |  |

### Sezione 12
|  | Primo turno | Primo turno    | Primo turno    | Primo turno    | Primo turno |  |  | Ultimo turno | Ultimo turno   | Ultimo turno   | Ultimo turno | Ultimo turno |  |
|  |             |                |                |                |             |  |  |              |                |                |              |              |  |
|  | 12          | Sabine Lisicki | Sabine Lisicki | Sabine Lisicki | w/o         |  |  |              |                |                |              |              |  |
|  |             | Jessica Pegula | Jessica Pegula | Jessica Pegula |             |  |  | 12           | Sabine Lisicki | Sabine Lisicki | 5            | 2            |  |
|  |             |                |                |                |             |  |  | 15           | Magda Linette  | Magda Linette  | 7            | 6            |  |
|  |             |                |                |                |             |  |  |              |                |                |              |              |  |